# Морено, Родриго
Родриго Морено (исп. Rodrigo Moreno; род. 1972, Буэнос-Айрес) – аргентинский кинорежиссёр и сценарист.

## Биография
Закончил киноуниверситет в Буэнос-Айресе, с 1996 преподает в нём режиссуру и сценарное искусство.

## Фильмография
- 1991: Video cabina (документальный)
- 1993: Мы / Nosotros (короткометражный, премия за лучший фильм на МКФ документального и короткометражного кино в Бильбао)
- 1998: Скверное время / Mala época (коллективный проект; премия ФИПРЕССИ на МКФ в Мар-дель-Плата, премия зрительских симпатий на КФ латиноамериканского кино в Тулузе)
- 2001: El descanso (коллективный проект, премия за лучший сценарий на КФ латиноамериканского кино в Лериде)
- 2005: Охранник / El custodio (премия Альфреда Бауэра на Берлинском МКФ, премия Новые горизонты на Сан-Себастьянском МКФ, премия NHK на фестивале Санденс, Серебряный кондор Ассоциации аргентинских кинокритиков за лучший режиссёрский дебют, премии за режиссуру и лучший фильм на МКФ в Боготе, две премии на МКФ в Гвадалахаре, премии на МКФ в Гаване и Лиме)
- 2007: La señal (телевизионный)
- 2011: Загадочный мир / Un mundo misterioso (номинация на Золотого медведя на Берлинале)
- 2014: Reimon
- 2017: Una ciudad de provincia
- 2018: Nuestra novela nocturna (сорежиссёр)
- 2023: Преступники (гран-при Гентского кинофестиваля, победитель фестиваля «Новые горизонты»[англ.] в Польше, Международного конкурса премии «Золотой петух» и др.)